# Christian Ntsay
Christian Louis Ntsay (* 27. března 1961 Antsiranana) je madagaskarský politik a ekonom, od roku 2018 předseda vlády.
Vystudoval právo a ekonomii na Université d'Antananarivo. Ve studiu pokračoval na Centre d'études financières, économiques et bancaires v Marseille, kde pracoval jako auditor v loděnici Sud Marine. V roce 1986 se vrátil na Madagaskar, byl manažerem ropné společnosti Solitany Malagasy a předsedou představenstva hotelového řetězce SMTH. V letech 2002 až 2003 zastával funkci ministra cestovního ruchu ve vládě Jacquese Sylly. Pak pracoval jako konzultant pro Rozvojový program OSN, Světovou banku a Evropskou unii. Od roku 2008 vedl regionální úřad Mezinárodní organizace práce v Antananarivu.
Po vypuknutí vládní krize a rezignaci premiéra Oliviera Mahafalyho v červnu roku 2018 ho prezident Hery Rajaonarimampianina pověřil jako nestraníka sestavením vlády národní jednoty. Podle politologů byl Ntsay vybrán jako nezávislý vyjednavač a zkušený technokrat schopný stabilizovat situaci v zemi po vlně nepokojů. Ve funkci zůstal i poté, co se po volbách v prosinci 2018 stal novým prezidentem Andry Rajoelina. V roce 2021 prezident odvolal všechny ministry, Ntsaye však ponechal ve funkci a uložil mu rekonstrukci vlády. Po odstoupení prezidenta Rajoeliny v roce 2023 byla vytvořena kolegiátní rada, která dočasně vykonávala jeho pravomoci. Jako předseda této rady s rozhodujícím hlasem byl Christan Ntsay od 9. září do 27. října 2023 úřadující hlavou státu. Pak se do funkce vrátil Rajoelina, který v prezidentských volbách porazil Siteny Randrianasoloniaika. Po parlamentních volbách v květnu 2024, které vyhrála vládnoucí strana Tanora Malagasy Vonona, sestavil Ntsay novou vládu.